# 빌헬름 부르크도르프
빌헬름 에마누엘 부르크도르프(독일어: Wilhelm Emanuel Burgdorf, 1895년 2월 15일 ~ 1945년 5월 2일)는 독일의 군인이다. 퓌르스텐발데 출신으로 제1차 세계 대전에 초급장교로 참전하고 제2차 세계 대전 당시 육군 참모장교로 활동했다. 기사십자 철십자장 수훈자이다. 1945년 5월 1일에서 2일로 넘어가는 밤 퓌러엄폐호에서 자살했다.
| 전임 소장 루돌프 슈문트 | 제10대 육군인사청장 1944년 10월 12일 - 1945년 5월 1일 | 후임 (부대 해산) |